# Albin Waczyński
Albin Waczyński (ur. 1 czerwca 1929 w Choroszczy, zm. 9 lutego 2003 tamże) – malarz, psychiatra, specjalista budowy zakładów służby zdrowia.
Studiował w Akademii Medycznej w Białymstoku oraz na Politechnice Warszawskiej na Wydziale Architektury. Przez 15 lat pracował jako lekarz w Szpitalu Psychiatrycznym w Choroszczy. Był założycielem Towarzystwa Przyjaciół Choroszczy i od 1980 r. prezesem honorowym Białostockiego Towarzystwa Przyjaciół Sztuk Pięknych. W malarstwie posługiwał się głównie akwarelą uwieczniając zabytkową architekturę rodzinnego miasta oraz m.in. Białegostoku, Supraśla, Tykocina i Dubrownik. Malował także podlaskie pejzaże, martwe natury i portrety. Swoje dzieła prezentował w kraju oraz w Bułgarii, Rumunii, USA i na Węgrzech.
W roku 1972 otrzymał Nagrodę Ministra Kultury i Sztuki. Za działalność kulturalną w roku 1993 został odznaczony złotą odznaką „Zasłużonego Białostocczyźnie”.